# Portada/article desembre 23

## Huracà Dog (1950)
L'huracà Dog fou l'huracà més intens de la temporada d'huracans de l'Atlàntic de 1950. Fou la quarta tempesta anomenada a la temporada en desenvolupar-se el 30 d'agost a l'est d'Antigua; després travessà el nord de les Petites Antilles, girant cap al nord i intensificant-se fins a convertir-se en un huracà de categoria 5. Dog arribà a la seva intensitat màxima amb vents de fins a 300 km/h per sobre l'Atlàntic. Després de debilitar-se, passà a 320 km del Cap Cod. La tempesta esdevingué un cicló extratropical el 12 de setembre.